# 冈布里努斯咖啡馆
冈布里努斯咖啡馆（Caffè Gambrinus）是一个历史悠久的咖啡馆，位于意大利那不勒斯市中心的的里雅斯特与特伦托广场，省督宫的后面，它位于那不勒斯王宫前面和侧面，这两面都面向平民表决广场。冈布里努斯是一个有点醉意的传奇人物，他的名字被用于各种品牌和很多机构。

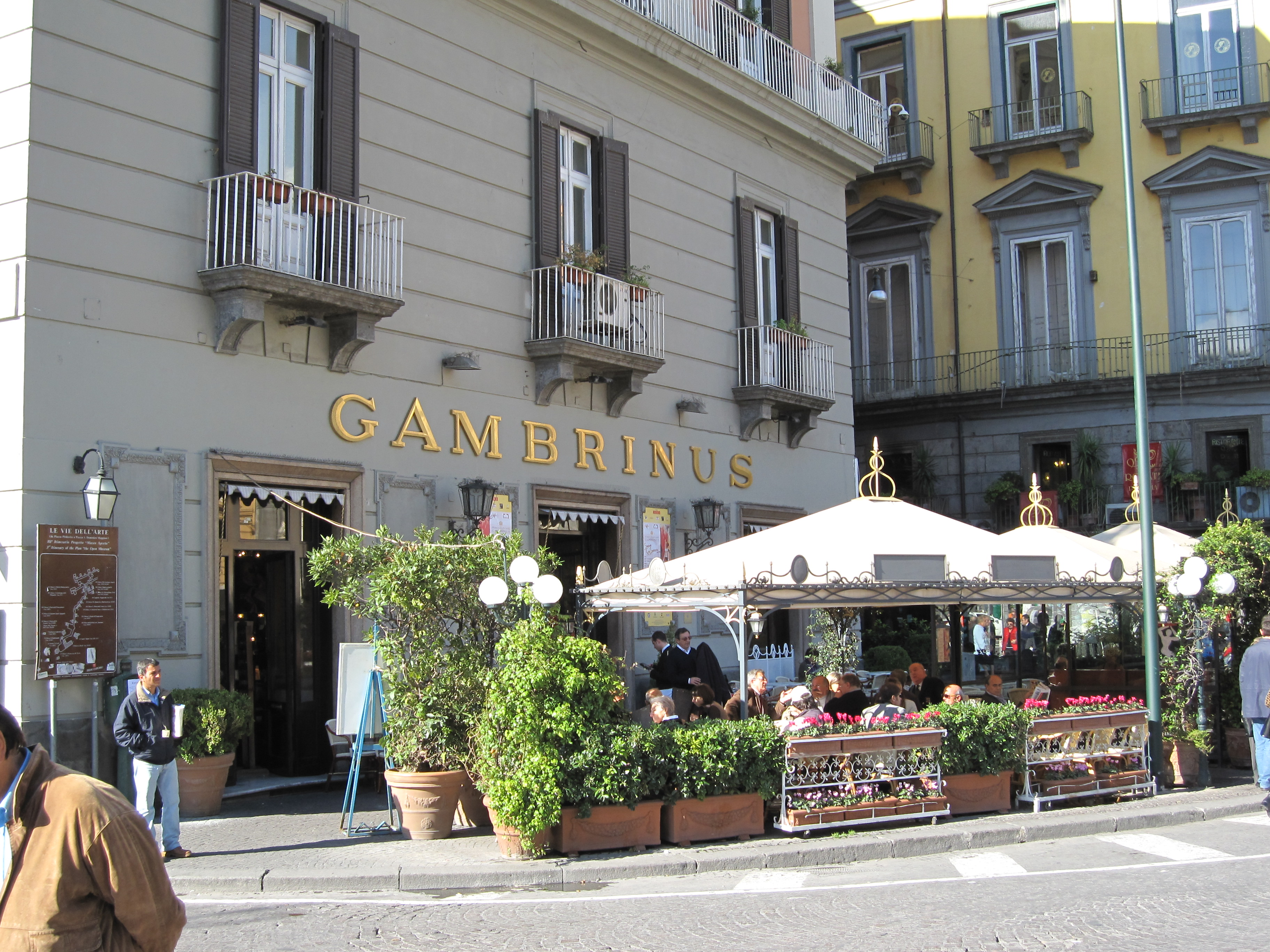
立面

## 历史
冈布里努斯咖啡馆创建于1860年。1889-1890年翻新时采用了许多当时画家的作品，营造出优雅的新艺术运动风格。
冈布里努斯咖啡馆曾是知识分子和艺术家的聚会地点,其中包括加布里埃尔·邓南遮和菲利波·托马索·马里内蒂。